# Whaitsiidae
Los waitsidos (Whaitsiidae) son una familia de terápsidos que existieron durante el periodo Triásico integrada por dos subfamilias y tres género.

## Clasificación
- Familia Whaitsiidae
  - Género Megawhaitsia
  - Género Theriognathus
  - Subfamilia Moschowhaitsiinae
    - Género Moschowhaitsia